# Scleropogon kelloggi
Scleropogon kelloggi är en tvåvingeart som först beskrevs av Wilcox 1937.  Scleropogon kelloggi ingår i släktet Scleropogon och familjen rovflugor. Inga underarter finns listade i Catalogue of Life.